# Shingay
Shingay – osada w Anglii, w hrabstwie Cambridgeshire, w dystrykcie South Cambridgeshire, w civil parish Shingay cum Wendy. Leży 19 km na południowy zachód od miasta Cambridge i 67 km na północ od Londynu. Shingay jest wspomniana w Domesday Book (1086) jako Scelgei.